# Regionalwissenschaft
Die Regionalwissenschaft (auch: Regionalforschung) befasst sich aus politökonomischer Sicht mit der Genese und Konstitution von Regionen als intermediäre räumliche Ebene zwischen der örtlichen und der nationalstaatlichen Ebene. Sie untersucht dabei, vor dem Hintergrund der jeweiligen allgemeinen sozioökonomischen Entwicklung, die durch Regionalpolitik und -planung gesteuerte, räumlich konkrete Regionalentwicklung und bringt diese in Verbindung mit abstrakten Raumtheorien. Somit bildet sie einen Schnittbereich zwischen u. a. Regionalökonomie, Wirtschaftsgeographie, Raum- und Wirtschaftssoziologie, Bevölkerungs-, Politik- und Verwaltungswissenschaft sowie Planungstheorie.

## Geschichte

### Entstehung
In institutioneller Sicht wurde die Regionalwissenschaft vom US-amerikanischen Wirtschaftswissenschaftler Walter Isard begründet, der 1954 den weltweiten Dachverband Regional Science Association, welcher seit 1990 Regional Science Association International heißt, gründete. Die deutschsprachige Untersektion Gesellschaft für Regionalforschung wurde 1963 gegründet. Eng verbunden ist die Geschichte des Fachs mit der University of Pennsylvania, an der Isard jahrzehntelang lehrte und forschte. Den ersten Doktorgrad in Regionalwissenschaft an dieser Universität erwarb 1960 William Alonso. Der Fachbereich für Regionalwissenschaft wurde allerdings 1993 wieder geschlossen. 

### Ideen- und Theoriengeschichte
Ideengeschichtlich berief sich Isard nicht zuletzt auf die Standorttheorien von Walter Christaller und August Lösch. Aus der damaligen neoklassischen Raumwirtschaftslehre übernahm die regional science Isardscher Prägung deren modellhafte Theorien und quantitative Methoden. Bis heute besteht in der Fachwelt Uneinigkeit darüber, ob diese relativ eng definierte Regionalwissenschaft begrifflich zu unterscheiden ist von einer weiter gefassten Regionalforschung.
Etwa seit Mitte der 1970er Jahre begannen sich im Zuge des wirtschaftlichen Strukturwandels der Industriestaaten (Deindustrialisierung, Suburbanisierung, neue internationale Arbeitsteilung) Raumstrukturen grundlegend zu verändern, was zu einem neuerlichen Interesse an regionalwissenschaftlichen Fragen führte, dem eng mit dem spatial turn der Sozialwissenschaften zusammenhängenden new regionalism. Damit einher gingen Entstehung bzw. Wiederaufleben einer Vielzahl theoretischer Ansätze zu Regionalisierungsprozessen, darunter:
- Industriedistrikt
- Regionales Produktionssystem
- Kreatives Milieu/Regionales Innovationssystem
- Cluster
- Institutionelle Einbettung[6]

Gleichzeitig kam es zu einer Renaissance der Neoklassik im Zuge der Neuen Ökonomischen Geographie.

## Ausgewählte Publikationsorgane
- Journal of Regional Science ISSN 0022-4146 (englisch)
- The Annals of Regional Science ISSN 0570-1864 (englisch)
- International Regional Science Review ISSN 0160-0176 (englisch)
- Regional Science and Urban Economics ISSN 0166-0462 (englisch)
- Papers in Regional Science ISSN 1056-8190 (englisch)
- Regional Studies ISSN 0034-3404 (englisch)
- Jahrbuch für Regionalwissenschaft ISSN 0173-7600 (deutsch, englisch)

## Weiterführende Literatur

### Allgemein
- Arthur Benz, Dietrich Fürst, Heiderose Kilper, Dieter Rehfeld: Regionalisierung: Theorie – Praxis – Perspektiven. Leske und Budrich, Opladen 1999, ISBN 3-8100-2517-8.
- Rainer Danielzyk: Zur  Neuorientierung der Regionalforschung – ein konzeptioneller  Beitrag. bis, Oldenburg 1998, ISBN 3-8142-0623-1.
- Christian Dreger, Reinhold Kosfeld, Matthias Türck (Hrsg.): Empirische Regionalforschung heute: Festschrift für Hans-Friedrich Eckey. Gabler, Wiesbaden 2011, ISBN 978-3-8349-2462-9, doi:10.1007/978-3-8349-6366-6.
- Manfred M. Fischer, Peter Nijkamp (Hrsg.): Handbook of Regional Science. Springer, Berlin / Heidelberg 2014, ISBN 978-3-642-23429-3, doi:10.1007/978-3-642-23430-9 (3 Bände).
- Wolfgang Krumbein, Hans-Dieter von Frieling, Uwe Kröcher, Detlev Sträter (Hrsg.): Kritische Regionalwissenschaft: Gesellschaft, Politik, Raum – Theorien und Konzepte im Überblick. Westfälisches Dampfboot, Münster 2008, ISBN 978-3-89691-738-6.

### Zur Fachgeschichte
- Trevor J. Barnes: The Rise (and Decline) of American Regional Science: Lessons for the New Economic Geography? In: Journal of Economic Geography. Band 4, Nr. 2, 2004, S. 107–129, doi:10.1093/jeg/4.2.107.
- David Boyce: A Short History of the Field of Regional Science. In: Papers in Regional Science. Band 83, 2004, S. 31–57, doi:10.1007/s10110-003-0176-9.
- Walter Isard: History of Regional Science and the Regional Science Association International: The Beginnings and Early History. Springer, Berlin / Heidelberg / New York 2003, ISBN 978-3-540-00934-4.